# Камєшково
Камєшково (рос. Камешково) — місто у Камєшковському районі Владимирської області Російської Федерації.
Входить до складу муніципального утворення місто Камєшково. Населення становить 12 496 осіб (2018).

## Географія
Місто розташоване за 49 км на північний схід від обласного центру міста Владимира та 29 км на захід від міста Коврова.

### Клімат
| Клімат Камєшкова          | Клімат Камєшкова | Клімат Камєшкова | Клімат Камєшкова | Клімат Камєшкова | Клімат Камєшкова | Клімат Камєшкова | Клімат Камєшкова | Клімат Камєшкова | Клімат Камєшкова | Клімат Камєшкова | Клімат Камєшкова | Клімат Камєшкова | Клімат Камєшкова |
| Показник                  | Січ.             | Лют.             | Бер.             | Квіт.            | Трав.            | Черв.            | Лип.             | Серп.            | Вер.             | Жовт.            | Лист.            | Груд.            | Рік              |
| Середній максимум, °C     | −7,4             | −5,8             | 0,2              | 10,1             | 18,5             | 22,4             | 23,9             | 22,1             | 15,7             | 7,6              | 0,0              | −4,4             | 8                |
| Середня температура, °C   | −10,7            | −9,4             | −3,5             | 5,8              | 13,2             | 17,2             | 19,0             | 17,2             | 11,5             | 4,5              | −2,4             | −7,2             | 4                |
| Середній мінімум, °C      | −13,9            | −13              | −7,2             | 1,5              | 7,9              | 12,0             | 14,1             | 12,3             | 7,3              | 1,5              | −4,7             | −10              | 0                |
| Норма опадів, мм          | 39               | 29               | 27               | 38               | 47               | 64               | 86               | 62               | 57               | 61               | 54               | 44               | 608              |
| ------------------------- | ---------------- | ---------------- | ---------------- | ---------------- | ---------------- | ---------------- | ---------------- | ---------------- | ---------------- | ---------------- | ---------------- | ---------------- | ---------------- |
| Джерело: climate-data.org |                  |                  |                  |                  |                  |                  |                  |                  |                  |                  |                  |                  |                  |

## Історія
Населений пункт розташований на землях фіно-угорського народу мещери.
Від 1940 року є райцентром Камєшковського району. Спочатку у складі Івановської області, а від 1944 року — Владимирської області.
Згідно із законом від 11 травня 2005 року входить до складу муніципального утворення місто Камєшково.

## Населення
| 1905    | 1923    | 1926    | 1931    | 1939    | 1959    | 1970    |
| ------- | ------- | ------- | ------- | ------- | ------- | ------- |
| 2414    | ↗3300   | ↗3922   | ↗6200   | ↗9283   | ↗11 834 | ↗12 865 |
| 1979    | 1989    | 1992    | 1996    | 1998    | 2002    | 2003    |
| ↗14 080 | ↗15 061 | ↗15 100 | ↘15 000 | ↘14 900 | ↘14 161 | ↗14 200 |
| 2005    | 2006    | 2007    | 2009    | 2010    | 2011    | 2012    |
| ↘14 000 | ↘13 900 | ↘13 700 | ↘13 636 | ↘13 103 | ↘13 098 | ↘12 974 |
| 2013    | 2014    | 2015    | 2016    | 2017    | 2018    |         |
| ↘12 852 | ↘12 731 | ↘12 722 | ↗12 743 | ↘12 711 | ↘12 496 |         |